# Padirac
Padirac é uma comuna francesa na região administrativa de Occitânia, no departamento de Lot. Estende-se por uma área de 8,86 km². Em 2010 a comuna tinha 165 habitantes (densidade: 18,6 hab./km²).